# Noordede
Noordede är en kanal i Belgien.   Den ligger i provinsen Västflandern och regionen Flandern, i den västra delen av landet, 110 km väster om huvudstaden Bryssel.
Trakten runt Noordede består till största delen av jordbruksmark. Runt Noordede är det tätbefolkat, med 266 invånare per kvadratkilometer.